# Monte Galaz
Der Monte Galaz (in Argentinien Monte Galain) ist ein 1036 m hoher und markanter Berg an der Graham-Küste des Grahamlands im Norden der Antarktischen Halbinsel. Er ragt zwischen den Mündungen des Lever- und des Cadman-Gletschers im Zentrum des Ufers der Beascocheabucht auf.
Chilenische Wissenschaftler benannten ihn nach Ernesto L. Galaz Guzmán von der Fuerza Aérea de Chile, einem Teilnehmer an der 10. Chilenischen Antarktisexpedition (1955–1956). Argentinische Wissenschaftler benannten sie dagegen nach Fransisco Galain, dem zweiten Heitzer auf der Korvette Uruguay bei der 1903 durchgeführten Rettungsfahrt für die in Not geratenen Teilnehmer der Schwedischen Antarktisexpedition (1901–1903) unter der Leitung Otto Nordenskjölds.